# ジュ ブリーレ 鹿児島
ジュ ブリーレ鹿児島（ジュ ブリーレかごしま, Je Vrille Kagoshima）とは、かつて存在した女子サッカークラブチーム。鹿児島県鹿児島市を本拠地としていた。

## 概要・歴史
1992年、鹿児島県で初の女子サッカークラブチーム「FC ASAHINA（FC.アサヒナ）」として創部。
2003年3月、少年サッカークラブチーム「鴨池フットボール」と合併し、「鹿児島鴨池フットボールクラブアサヒナ」となった。
九州女子サッカーリーグには1997年の第1回大会から出場。しばらく下位に低迷したが2005年に2位になり、翌2006年に初優勝を果たした。同年の第28回全日本女子サッカー選手権大会の出場も決定となり日本女子サッカーリーグへの加盟申請条件を達成したため、同年10月にリーグ加盟申請をしたが、資金不足などを理由に見送られた。
翌2007年にも優勝し第29回全日本女子サッカー選手権大会に連続出場を果たしたため、再度リーグ加盟申請を行った。12月9日、なでしこリーグ2部に準加盟チームとして参入することが決定した。
なでしこリーグ初年度となった2008年は苦戦が続いたものの3勝を挙げ8位。10月14日の日本女子サッカーリーグ臨時評議会で、翌年からの正式加盟が承認された。
2009年、一般公募162通より選ばれた「ジュ ブリーレ鹿児島（Je Vrille Kagoshima）」に改称し、県民チームとして再スタート。チーム名は、フランス語で「光る」「輝く」という意味の自動詞 briller （フランス語発音: [brije] ブリエ）を用いた「私は輝く」という意味の文章 "Je brille" （フランス語発音: [ʒə brij] ジュブリーュ）と、英語で「勝利」を意味する "Victory" （英語発音: [ˈviktəri] ヴィクタリ）を組み合わせた造語であり、「鹿児島の希望の光として、いつまでも輝きながら勝利を」という願いが込められている。
2010年のリーグ改編により、チャレンジリーグ（2部）からなでしこリーグ（1部）への昇格権利を得ることが可能な「なでしこリーグ準加盟」資格を得る。

2013年は主力選手の移籍などで苦戦が続き、1勝1分20敗の成績で16チーム中15位。入替戦でアンジュヴィオレ広島に敗れ、九州女子リーグへ降格。規定によりなでしこリーグ準加盟資格を失った。代表兼監督の出口泉はリーグ降格の責任をとって辞任した。

2014年、コーチの山口純が監督に昇格、大半の選手が残留し九州女子リーグでは2位に入る。チャレンジリーグ参入チーム決定戦ではグループ最下位に終わったが、続くチャレンジリーグ入替戦進出チーム決定戦で2位となり、バニーズ京都SCとの入替戦に挑むも、2戦合計0-4で敗れ残留となった。
2015年は、リーグ開幕前に社会人選手の多くが退団。中学生・高校生を中心に臨んだが、0勝2分9敗で最下位に終わり2部降格、シーズン後に山口純監督が辞任した。
2018年の九州女子リーグ2部では1分15敗の最下位に終わり、1996年以来23年ぶりに鹿児島県女子リーグに降格。
2019年、アサヒナアソシエーションからフットボール部門が切り離された。これに伴いアサヒナFCとして分離独立の上で、トップチームは引き続き鹿児島県女子リーグに参戦。九州女子リーグチャレンジカップは宮崎日本大学高校に敗れ残留。
2020年以降は、新型コロナウイルスの蔓延による活動停滞で試合を開催できない事が多く、コーチや選手の退団が相次いだ。
2023年3月に解散。

## 成績
| 年度 | リーグ         | チーム数 | 順位 | 勝点 | 試合 | 勝 | 分 | 敗 | チーム名                              |
| ---- | -------------- | -------- | ---- | ---- | ---- | -- | -- | -- | ------------------------------------- |
| 2004 | 九州           | 8        | 4位  | 25   | 14   |    |    |    | 鹿児島鴨池 フットボールクラブアサヒナ |
| 2005 | 九州           | 8        | 2位  | 34   | 14   |    |    |    | 鹿児島鴨池 フットボールクラブアサヒナ |
| 2006 | 九州           | 8        | 優勝 | 42   | 14   | 14 | 0  | 0  | 鹿児島鴨池 フットボールクラブアサヒナ |
| 2007 | 九州           | 8        | 優勝 | 36   | 14   |    |    |    | 鹿児島鴨池 フットボールクラブアサヒナ |
| 2008 | なでしこDiv.2  | 9        | 8位  | 10   | 16   | 3  | 1  | 12 | 鹿児島鴨池 フットボールクラブアサヒナ |
| 2009 | なでしこDiv.2  | 8        | 7位  | 17   | 21   | 5  | 2  | 14 | ジュ ブリーレ鹿児島                   |
| 2010 | チャレンジWEST | 6        | 5位  | 16   | 15   | 5  | 1  | 9  | ジュ ブリーレ鹿児島                   |
| 2011 | チャレンジWEST | 6        | 3位  | 21   | 15   | 6  | 3  | 6  | ジュ ブリーレ鹿児島                   |
| 2012 | チャレンジ     | 12       | 9位  | 18   | 22   | 5  | 3  | 14 | ジュ ブリーレ鹿児島                   |
| 2013 | チャレンジ     | 16       | 15位 | 4    | 22   | 1  | 1  | 20 | ジュ ブリーレ鹿児島                   |
| 2014 | 九州           | 13       | 2位  | 30   | 12   | 10 | 0  | 2  | ジュ ブリーレ鹿児島                   |
| 2015 | 九州           | 12       | 12位 | 2    | 11   | 0  | 2  | 9  | ジュ ブリーレ鹿児島                   |
| 2016 | 九州2部        | 8        | 4位  | 10   | 7    | 3  | 1  | 3  | ジュ ブリーレ鹿児島                   |
| 2017 | 九州2部        | 8        | 5位  | 18   | 14   | 5  | 3  | 6  | ジュ ブリーレ鹿児島                   |
| 2018 | 九州2部        | 9        | 9位  | 1    | 16   | 0  | 1  | 15 | ジュ ブリーレ鹿児島                   |

- 勝ち点は「勝ち3、引き分け1、負け0」
- チーム数は所属リーグのみ。
- 2008年シーズンは準加盟参加。

## ユニフォーム

### クラブカラー
- 赤 (なでしこリーグ準加盟時に黒から変更)

### ユニフォームスポンサー
| 掲出箇所 | スポンサー名       | 表記                | 備考 |
| 胸       | 鹿児島パールライス | 鹿児島 パールライス |      |
| 背中     | 鹿児島王将         | 鹿児島 餃子の王将   |      |
| 袖       | 指宿竹元病院       | 指宿竹元病院        |      |
| パンツ   | 森伊蔵酒造         | 森伊蔵              |      |

## チーム名変遷
- 1992年 - 2002年：FC ASAHINA (FC.アサヒナ)
- 2002年 - 2008年：鹿児島鴨池フットボールクラブアサヒナ
- 2009年 - 2023年：ジュ ブリーレ鹿児島

## 歴代監督
(日本女子サッカーリーグ参入以降)
- 2008年 - 2013年：出口泉
- 2014年 - 2015年：山口純